# Національний орган статистики України
 Національний орган статистики України — центральний орган виконавчої влади, на який покладено функції здійснення статистичних спостережень на території України.
Забезпечує створення і належне функціонування загальнодержавної системи економічно-статистичної інформації на території України.
З 2010 року Національним органом статистики України є Держстат України.

## ЦСУУ
У кінці 1920 року засновано Центральне Статистичне Управління України (ЦСУУ).
У 1920-х pоках, ЦСУУ користувалося чималою автономією як щодо планів статистичних досліджень, так і щодо публікацій. Головні публікації ЦСУУ: «Статистика України» (1921 — 31, 209 випусків), «Статистична хроніка» (1925 — 29, 152 випуски), періодичні органи — «Статистичний бюлетень» (1921 — 25) і «Вісник статистики» (1928 — 30), довідники-річники «Народився господарство України» і річники «Україна». Місцеві статистичні бюро видавали свої статистичні збірки і бюлетені.

## Держплан СРСР
В 1930 році, у зв'язку з введенням п'ятирічок і посиленням централізації, ЦСУУ (як і ЦСУ СРСР) скасовано, його функції перебрав Держплан СРСР. Під час чисток апарату в 1930-х pоках, багатьох співробітників ЦСУУ було репресовано. З 1931 року майже цілком припинено публікацію статистичних матеріалів. Протягом 1930-х років вийшло тільки чотири статистичні довідники, які за своїм змістом були якісно слабкими і часто з фальшованими даними.

## ЦСУ СРСР
В 1941 році, ЦСУ СРСР було відновлено, але воно і надалі було підпорядковано Держпланові. 1948 його вилучено з Держплану і підпорядковано безпосередньо Раді Міністрів СРСР. Відновлене ЦСУ УРСР спочатку підлягало ЦСУ СРСР і не залежало від уряду УРСР.
В зв'язку з народно-господарськими реформами, що їх розпочав Микита Хрущов у 1956 р., ЦСУ УРСР мало пов'язання й з урядом УРСР. 1957 року було відновлено публікацію статистичних матеріалів. Від 1959 ЦСУ УРСР видає щорічно статистичні річники «Народне господарство Української РСР» та короткі довідники і незначну кількість статистичних матеріалів про сільське господарство, науку й культуру.

## ЦСУ при Раді Міністрів УРСР
В 1960 році ЦСУ стало союзно-республіканською установою під назвою Центральне Статистичне Управління при Раді Міністрів УРСР, яке було союзно-республіканським органом, що керує справою обліку й статистики на території України. Було підпорядковане Раді Міністрів УРСР і Центральному Статистичному Управлінню при Раді Міністрів СРСР (ЦСУ СРСР). В ЦСУ УРСР входить Управління обчислювальних робіт (Укрмехоблік), яке керує процесами механізації обліку в нар. господарстві; Управління підготови кадрів обліку (УПК); Український філіал державного статистичного видавництва; філіал науково-дослідного інституту для проектування обчислювальних центрів і систем економічної інформації ЦСУ СРСР (в 1992 році був перетворений у Науково-дослідницький інститут статистики Міністерства статистики України), основним напрямом наукової діяльності якого є вдосконалення методології статистичної роботи.

## Держкомстат УРСР
Від 13 серпня 1987 року Центральне статистичне управління Української РСР перетворене у Державний комітет Української РСР по статистиці. У безпосередньому віданні Держкомстату перебували обласні статистичні управління та статистичне управління м. Києва.

## Держстат України
У 2010 році Держкомстат реорганізовано в Держстат та підпорядковано Міністерству економіки України.

## Керівники
Керівниками центрального органу державної статистики України в різні роки були:
- Жилкін Степан Степанович (червень 1920 року – травень 1921 року);
- Трахтенберг Йосип Адольфович (травень – серпень 1921 року);
- Волков Олександр Михайлович (вересень 1921 року – червень 1924 року);
- Мазлах (справжнє прізвище – Робсман) Сергій Михайлович (червень 1924 року – лютий 1926 року);
- Вольф Мойсей Михайлович (лютий 1926 року – лютий 1928 року);
- Мінаєв-Каневський Сергій Володимирович (лютий 1928 року – лютий 1930 року);
- Попов Микола Степанович (травень – жовтень 1930 року);
- Гуревич Матвій Борисович (жовтень 1930 року – березень 1931 року);
- Мазлах (справжнє прізвище – Робсман) Сергій Михайлович (березень – листопад 1931 року);
- Рашин Геннадій Львович (березень 1932 року – квітень 1935 року);
- Асаткін Олександр Миколайович (квітень 1935 року – травень 1937 року);
- Сванідзе Микола Самсонович (травень 1937 року – листопад* 1937 року);
- Рябічко Василь Архипович (листопад 1937 року – квітень 1948 року);
- Бурлін Валентин Федорович (серпень 1948 року – вересень 1950 року);
- Ящук Іван Хомич (лютий 1951 року – квітень 1955 року);
- Маркін Михайло Семенович (квітень 1955 року – липень 1969 року);
- Коваленко Костянтин Степанович (липень 1969 року – грудень 1971 року);
- Вертіков Дмитро Андрійович (травень 1972 року – липень 1977 року);
- Троян Олександр Іванович (червень 1977 року – листопад 1987 року);
- Борисенко Микола Іванович (грудень 1987 року – серпень 1996 року);
- Осауленко Олександр Григорович (серпень 1996 року – жовтень 2014 року).

## Виноски
1. ↑  Керівники центрального органу державної статистики України